# Голуб Василь Романович
Васи́ль Рома́нович Го́луб — солдат Збройних сил України.

## З життєпису
У Калуському політехнічному коледжі здобув освіту електрика.
Танкіст, навідник, 24-а механізована бригада. На фронті з березня 2014-го, був у складі бронегрупи під час боїв за 31-й блокпост. Свій Т-64 ніжно іменує «Череп».

## Нагороди
За особисту мужність і героїзм, виявлені у захисті державного суверенітету та територіальної цілісності України, вірність військовій присязі під час російсько-української війни, відзначений — нагороджений
- 27 червня 2015 року — орденом «За мужність» III ступеня.